# Amagarapati
Amagarapati is een bestuurslaag in het regentschap Flores Timur van de provincie Oost-Nusa Tenggara, Indonesië. Amagarapati telt 2411 inwoners (volkstelling 2010).